# Pygeretmus shitkovi
Pygeretmus shitkovi là một loài động vật có vú trong họ Dipodidae, bộ Gặm nhấm. Loài này được Kuznetsov mô tả năm 1930.